# Homotherus pseudoporcelariae
Homotherus pseudoporcelariae là một loài tò vò trong họ Ichneumonidae.